# Anthracoidea pulicaris
Anthracoidea pulicaris är en svampart som beskrevs av Kukkonen 1963. Anthracoidea pulicaris ingår i släktet Anthracoidea och familjen Anthracoideaceae.   Inga underarter finns listade i Catalogue of Life.